# Maunder (cráter)
Maunder es un cráter de impacto que se encuentra en la cara oculta de la Luna, justo más allá del terminador occidental. Esta región aparece algunas veces a la vista durante libraciones favorables, pero no se puede observar con mucho detalle. El cráter se encuentra en el extremo norte del Mare Orientale, dentro del anillo de las montañas formado por los Montes Rook, siendo el cráter más grande de este mar lunar. Al sureste se halla el cráter Kopff, y al sur se localiza el pequeño Hohmann.
|  |

El borde de Maunder es aproximadamente circular, con un perfil afilado que no ha sido significativamente erosionado. Las paredes interiores están ligeramente aterrazadas, con deslizamientos de materiales acumulados sobre un suelo interior áspero pero nivelado. En el punto medio del cráter aparece un doble pico central, siendo el pico noreste el más alto de los dos. Alrededor del cráter se localiza un entorno áspero, y sus rampas se mezclan con el terreno accidentado en la mitad norte del brocal. Impactos secundarios son visibles en la superficie hacia el sur.

## Cráteres satélite

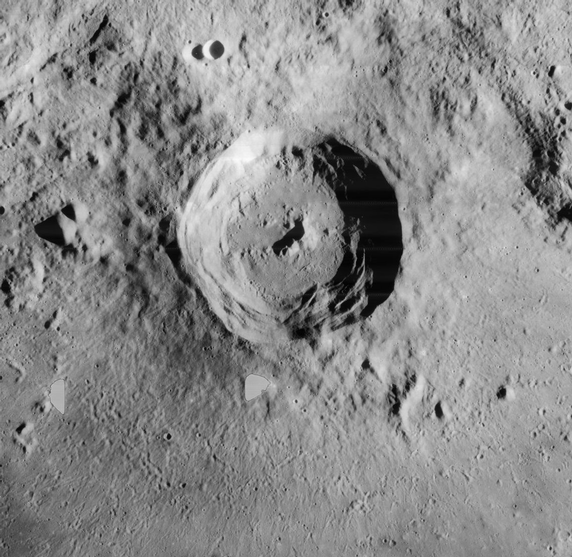
Fotografía de la misión Lunar Orbiter 4 (1967)

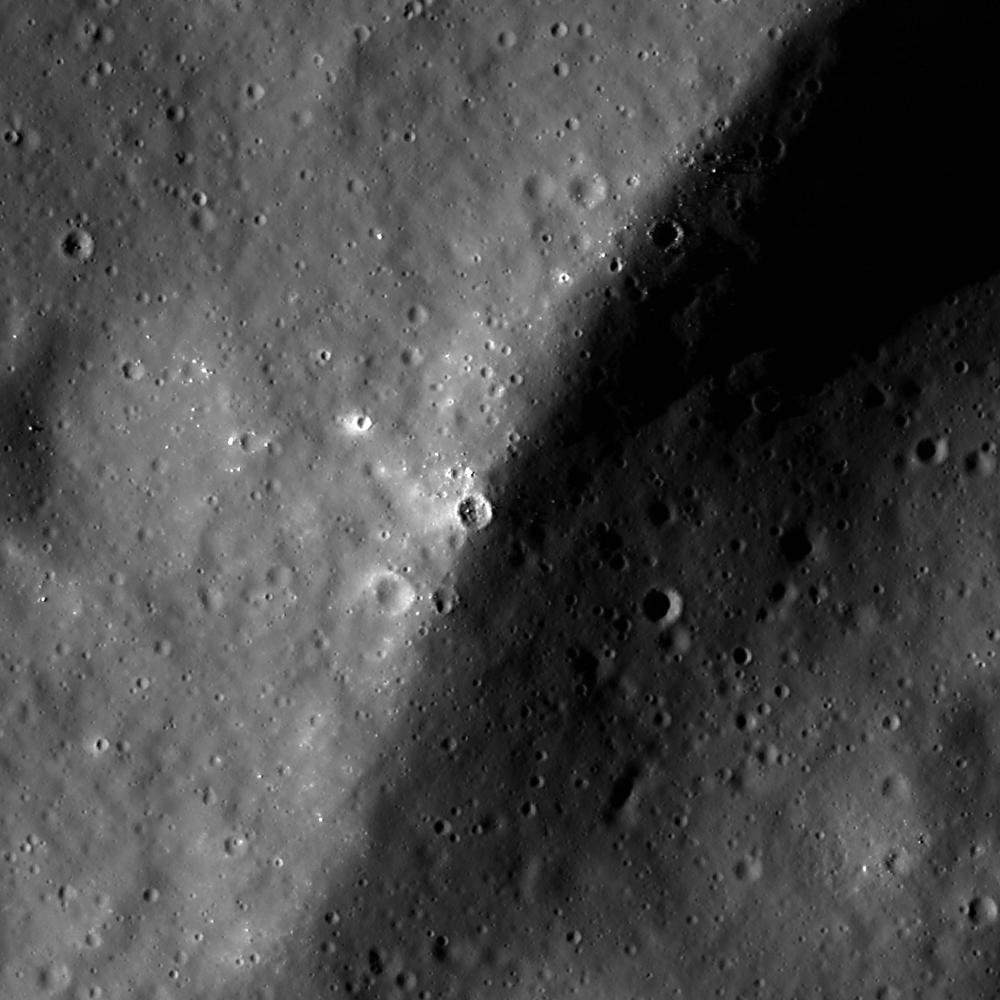
Fotografía de detalle (misión LRO)

Por convención estos elementos son identificados en los mapas lunares poniendo la letra en el lado del punto medio del cráter que está más cercano a Maunder.
|         | \| Maunder \| Coordenadas \| Diámetro \| \| ------- \| ---------------------------- \| -------- \| \| A \| 3°12′S 90°30′O / -3.2, -90.5 \| 15 km \| \| B \| 9°00′S 90°18′O / -9.0, -90.3 \| 17 km \| |          |
| Maunder | Coordenadas | Diámetro |
| A       | 3°12′S 90°30′O / -3.2, -90.5 | 15 km    |
| B       | 9°00′S 90°18′O / -9.0, -90.3 | 17 km    |

Los siguientes cráteres han sido renombrados por la UAI:
- Maunder Z -  Véase  Couder (cráter).